# Verneuil-Grand
Verneuil-Grand é uma comuna francesa na região administrativa de Grande Leste, no departamento de Meuse. Estende-se por uma área de 6,21 km². Em 2010 a comuna tinha 212 habitantes (densidade: 34,1 hab./km²).